# Luís Filipe Costa
Luís Filipe Correia da Costa ComL (Lisboa, 18 de Março de 1936 — Lisboa, 21 de Julho de 2020) foi um jornalista, radialista e realizador de televisão português.

## Biografia
Luís Filipe Costa nasceu a 18 de Março de 1936 em Lisboa.
Casado segunda vez desde 1990 com a actriz Isabel Medina, é pai do realizador Pedro Costa.
Morreu no dia 21 de Julho de 2020, com 84 anos.

## Vida profissional e prémios
Trocou o curso da Faculdade de Economia por uma carreira profissional na rádio. Dirigiu o Serviço de Noticiários do Rádio Clube Português (RCP) que, na década de 60, revolucionou o jornalismo radiofónico em Portugal.
Participou voluntariamente no 25 de Abril lendo, ao microfone do RCP, os comunicados do Movimento das Forças Armadas.
Depois do 25 de Abril, transferiu a sua actividade para a RTP onde realizou filmes de ficção, documentários e peças de teatro. O filme Morte d'Homem recebeu em 1988 o Grande Prémio do Festival de Cinema para Televisão de Chianchino (Itália) e o 2.º Prémio do Festival Internacional de Cinema da Figueira da Foz.
A série documental Há só uma Terra, que introduziu o tema da ecologia na programação da televisão portuguesa, foi distinguida com o Prémio da Crítica do Diário de Lisboa.
Foi autor dos romances A Borboleta na Gaiola e Agora e na Hora da sua Morte.
É um dos entrevistados do livro Contas à Vida - Histórias do Tempo que Passa (2005, Sete Caminhos) escrito por Viriato Teles.

## Filmografia (televisão)
- Uma Cidade Como a Nossa (1981, Série)[2]
- Arco Íris (1982, Série)[2]
- Arroz Doce (1985, Série)[2]
- Jaz Morto e Arrefece (1989)[2]
- Só Acontece aos Outros (1985)[2]
- Happy End (1985)[2]
- Quando as Máquinas Param (1985)[2]
- A Borboleta na Gaiola (1987)[2]
- Era Uma Vez Um Alferes (1987)[2]
- Morte D'Homem (1988)[2]
- Muito Tarde para Ficar Só (1988)[2]
- Uma Outra Ordem (1991)[2]
- Terra Instável (1991, Série)[2]
- Um Crime Perfeito (1992)[2]
- Uma Mulher Livre (1992)[2]
- Os Contos do Mocho Sábio (1992, Série)[2]
- Comédia de Camas (1993)[2]
- Desencontros (1995, Telenovela)
- Mistérios de Lisboa (1996)[2]
- Polícias (1996, Série)
- Estúdio Um (1997, Mini-série)[2]
- Fuga (1999)[2]
- Raul Solnado - O Estado da Graça (2002, documentário)[2]
- Mel Azedo
- Em Lisboa Uma Vez
- Década de Setenta
- Resistência
- Há Só Uma Terra
- O Pai (1997)
- Jaz Morto e Arrefece
- Crimes Pré-Feitos
- José Viana
- Bernardo Santareno

## Encenações Teatrais
- África (com autoria e interpretação de Isabel Medina).

## Livros
- A Borboleta na Gaiola - romance (1984)[7]
- Agora e na Hora da Sua Morte - romance (1988)[7]

## Prémio e distinções
- Prémio da Casa da Imprensa para o melhor radialista em 1966 e 1974.
- Prémio SER (Sociedade Espanhola de Radiodifusão) em 1968.
- Como realizador venceu o Prémio da Rádio Húngara com o programa "Quem tem Medo de Brahms?".
- Em 2011 recebeu o Prémio de Consagração de Carreira da Sociedade Portuguesa de Autores.[8]
- Foi condecorado a 25 de Abril de 2011 com o Grau de Comendador da Ordem da Liberdade.[9][10]